# Sâmbăta (Bihor)
Sâmbăta é uma comuna romena localizada no distrito de Bihor, na região histórica da Crișana (parte da Transilvânia). A comuna possui uma área de 29.95 km² e sua população era de 1522 habitantes segundo o censo de 2007.